# Chimarra adiatulla
Chimarra adiatulla är en nattsländeart som beskrevs av Malicky 1993. Chimarra adiatulla ingår i släktet Chimarra och familjen stengömmenattsländor. Inga underarter finns listade i Catalogue of Life.